# A Price Above Rubies
A Price Above Rubies é um filme britânico-estadunidense de 1998 escrito e dirigido por Boaz Yakin e estrelado por Renée Zellweger. Embora o filme tenha recebido críticas negativas, o desempenho de Zellweger foi elogiado.

## Elenco
- Renée Zellweger ...Sonia Horowitz
- Christopher Eccleston ...Sender Horowitz
- Julianna Margulies ...Rachel
- Allen Payne ...Ramon Garcia
- Glenn Fitzgerald ...Mendel Horowitz
- Shelton Dane ...Yossi
- Kim Hunter ...Rebbetzin
- John Randolph ...Rebbe Moshe
- Kathleen Chalfant ...Beggar Woman
- Peter Jacobson ...Schmuel
- Edie Falco ...Feiga
- Allen Swift ...Mr. Fishbein

## Recepção
Roger Ebert, do Chicago Sun-Times, deu ao filme três estrelas. Embora impressionado com o "desempenho ferozmente forte" de Zellweger, ele disse que o filme não nos ensinava "muito sobre a sociedade dela" e que a comunidade hassídica poderia ter sido tratada com mais profundidade".